# Arteria circumflexa humeri posterior

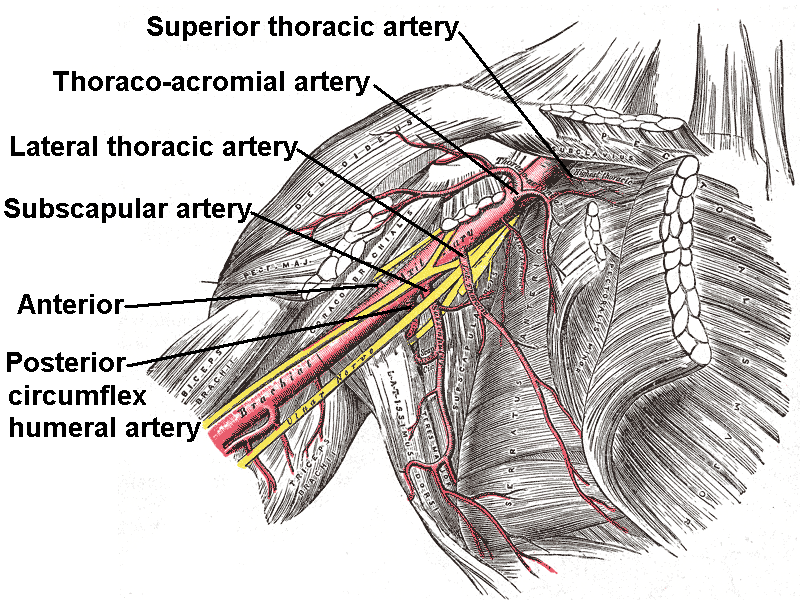
Aufzweigung der Achselarterie beim Menschen

Die Arteria circumflexa humeri posterior („den Oberarmknochen hinten umwindende Schlagader“) – in der Tieranatomie als Arteria circumflexa humeri caudalis bezeichnet – ist eine  Schlagader im Bereich der Schulter und des Oberarms. Sie entspringt am Unterrand des Musculus deltoideus aus der Achselarterie (Arteria axillaris) und zieht zusammen mit dem Nervus axillaris durch die laterale Achsellücke zur Außenseite der Schulter, wobei sie sich um den Hals des Oberarmknochens windet.
Die Arteria circumflexa posterior humeri versorgt das Schultergelenk und den Musculus deltoideus. Sie anastomosiert mit der gleichnamigen vorderen Arterie (Arteria circumflexa humeri anterior) und der Arteria profunda brachii.